# Condado de Clarke (Virginia)
El condado de Clarke (en inglés: Clarke County) es un condado en el estado estadounidense de Virginia. En el censo de 2000 el condado tenía una población de 12.652 habitantes. Forma parte del área metropolitana de Washington D. C. La sede del condado es Berryville. El condado fue fundado en 1836 y fue nombrado en honor al general George Rogers Clark, quien luchó en la Guerra de Independencia de los Estados Unidos.

## Geografía
Según la Oficina del Censo, el condado tiene un área total de 462 km² (178 sq mi), de la cual 457 km² (177 sq mi) es tierra y 4 km² (2 sq mi) (0,88%) es agua.

### Condados adyacentes
- Condado de Jefferson, Virginia Occidental (norte)
- Condado de Loudoun (este)
- Condado de Fauquier (sureste)
- Condado de Warren (suroeste)
- Condado de Frederick (oeste)

## Demografía
En el  censo de 2000, hubo 12.652 personas, 4.942 hogares y 3.513 familias residiendo en el condado. La densidad poblacional era de 72 personas por milla cuadrada (28/km²). En el 2000 había 5.388 unidades unifamiliares en una densidad de 30 por milla cuadrada (12/km²). La demografía del condado era de 91,15% blancos, 6,73% afroamericanos, 0,19% amerindios, 0,49% asiáticos, 0,03% isleños del Pacífico, 0,55% de otras razas y 0,85% de dos o más razas. 1,46% de la población era de origen hispano o latino de cualquier raza. 
La renta promedio para un hogar del condado era de $51.601 y el ingreso promedio para una familia era de $59.750. En 2000 los hombres tenían un ingreso medio de $40.254 versus $30.165 para las mujeres. La renta per cápita para el condado era de $24.844 y el 6,60% de la población estaba bajo el umbral de pobreza nacional.

## Ciudades y pueblos
| - Berryville - Berrys - Bethel - Boyce - Briggs - Castlemans Ferry | - Claytonville - Double Tollgate - Frogtown - Gaylord - Greenway Court | - Lewisville - Lockes Landing - Lost Corner - Millwood - Pigeon Hill | - Pyletown - Saratoga - Stone Bridge - Stringtown - Swimley | - Wadesville - Waterloo - Webbtown - White Post - Wickliffe |